# Hernando de Soto Polar

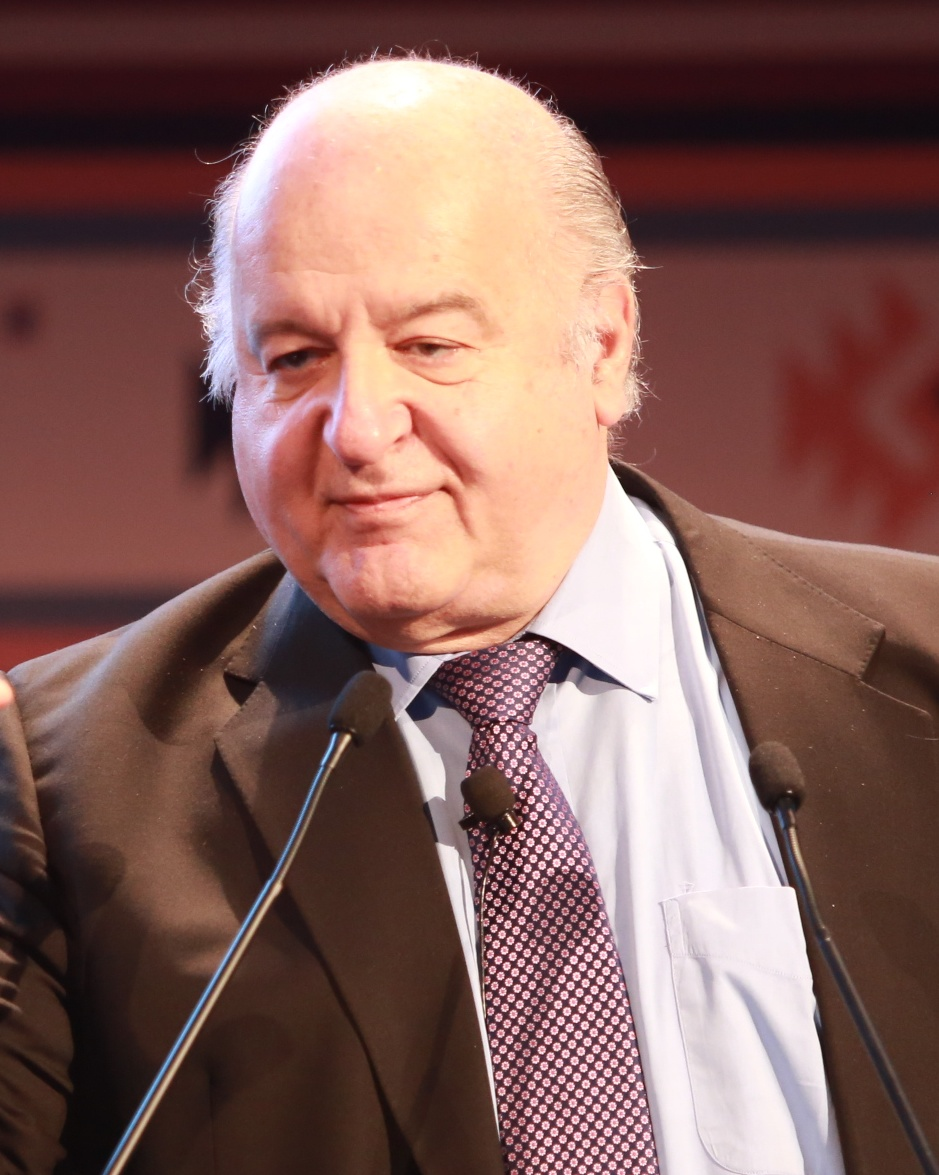
Hernando de Soto Polar

Hernando de Soto Polar (2 de junho de 1941) é um economista e político peruano. Também preside o Instituto de Libertad y Democracia , com sede em Lima.